# Karpen

Römisches Reich und benachbarte Stämme um 125 n. Chr.

Die Karpen (lateinisch Carpi oder Carpiani) waren ein antikes Volk in Südosteuropa. Als Erster erwähnte sie Claudius Ptolemaeus in seiner zwischen 130 und 148 geschriebenen Geographia als Καρπιάνοι (Karpiánoi) und zugleich auch das Gebirge der Karpaten als Καρπάτης ὄρος (Karpátēs oros).

## Charakterisierung
Ihre Zuordnung ist strittig. Sie können einen dakischen, einen germanischen oder einen sarmatischen und damit iranischen Dialekt gesprochen haben. In Quellen aus der römischen Kaiserzeit ist zu lesen, dass außerhalb des römisch beherrschten Teils von Dakien Daci, Costoboci und Carpi lebten. Trotz dieser Gegenüberstellung fassen manche neueren Historiker diese Stämme als freie Daker zusammen.
In römischen Kriegsberichten vor 240 wurden die Carpi nicht hervorgehoben. Ab Mitte des 3. Jahrhunderts, als die inzwischen aus dem Weichselraum in den Westen der heutigen Ukraine gezogenen Goten anfingen, Raubzüge auf römisches Gebiet zu vollführen, wurden auch die Carpi in Quellen erwähnt und zusammen mit anderen Invasoren als Skythai bezeichnet (Skythen), was vor allem dem klassizistischen Ansatz römischer Autoren wie Publius Herennius Dexippus geschuldet war (siehe auch Reichskrise des 3. Jahrhunderts).
Dem spätantiken Geschichtsschreiber Jordanes zufolge waren sie „ein kriegerisches Geschlecht, den Römern oft feindlich gesinnt“. Ihre Überfälle führten sie im Bunde mit germanischen oder auch sarmatischen Völkern durch, so den Roxolani, Bastarnae und Goten.

## Allianz des Gotenkönigs Kniva

Züge der „skythischen“ Allianz der Goten 250–251

Philippus Arabs erzwang auf einem Feldzug an die Donaugrenze 247 mit den Karpen in Dakien einen Friedensschluss und nahm daraufhin als erster römischer Kaiser den Triumphalbeinamen Carpicus an. Sein Feldherr und kaiserlicher Nachfolger Decius konnte 248 ihren Überfall auf die römische Provinz Moesia inferior (Niedermösien) beenden. Aber 250/251 plünderte eine Allianz „skythischer Stämme“ (also Goten und andere Gruppen) unter dem Gotenkönig Kniva zunächst Napoca, belagerten dann Nikopolis, von wo ein römisches Heer unter Decius sie vertrieb und bereiteten schließlich in der Schlacht von Abrittus diesem Heer eine vernichtende Niederlage, bei der Decius und sein Sohn den Tod fanden. Trotz einzelner römischer Siege erstarkte die Allianz unter Kniva immer mehr und unternahm Kriegs- und Beutezüge durch Illyrien, nach Athen, das sie in ihre Gewalt brachten, sowie bis nach Italien, wo der Senat Notmaßnahmen zur Sicherung der Stadt Rom ergreifen musste. Verstärkt durch Bastarnen und Heruler bauten die verbündeten Stämme sogar an der Mündung des Tyras (Dnjestr) eine Schwarzmeerflotte, mit der sie – vergeblich – Moesia (Mösien) angriffen und 269 durch den Bosporus fuhren, um Thessaloniki zu belagern. Erst danach gelang es römischen Truppen, die Invasoren nach Dakien zurückzudrängen, und nach zwei aufeinander folgenden Siegen des Kaisers Claudius Gothicus zerfiel die Allianz.

## Römische Föderaten
Der Nachfolger des Claudius, Aurelian, bekam die Carpi mit einem Sieg im Jahre 272 in den Griff und erhielt dafür vom Senat den Ehrennamen Carpicus. Er siedelte gefangene Carpi bei Sopiana (neuzeitlich ungarisch: Pécs und deutsch Fünfkirchen) in Pannonien an, entschied sich aber wenig später, die Provinz Dakien aufzugeben, woraufhin sich ein großer Teil der Carpi dort niederließ. Diokletian, der 284–305 regierte, disziplinierte die Carpi erneut  mit Umsiedlungen und erhielt dafür 299 den Beinamen Carpicus Maximus. Später wurden sie wieder unruhig. Kaiser Konstantin ließ in seiner Regierungszeit große Erdwälle anlegen, um unkontrollierte Stämme in den Bergen von den in der pannonischen Ebene angesiedelten Föderaten fernzuhalten. Nach seinem Tode brachten die gotischen Terwingen die walachische Ebene unter ihre Kontrolle. Ob sie auch Herrschaft über die Carpi gewannen oder diese unabhängig wurden, ist unbekannt. Der Geschichtsschreiber Zosimos schrieb um 500 n. Chr., dass Theodosius I., Kaiser von 379 bis 395, die Hunnen, Skiren und Karpodaker zurückschlug. Dem etwa 340–390 lebenden Chronisten Eutropius zufolge wurde eine große Zahl als foederati in den Grenzgebieten angesiedelt. Zosimos’ Erwähnung der Carpodaci für das späte 4. Jahrhundert ist ihre letzte literarische Spur. Es ist möglich, dass der Name der Karpaten von ihnen abgeleitet ist.